# 巴尼奥洛梅拉
巴尼奥洛梅拉（義大利語：Bagnolo Mella），是意大利布雷西亚省的一个市镇。总面积31平方公里，人口12864人，人口密度415.0人/平方公里（2009年）。国家统计（ISTAT）代码为017009。

## 友好城市
- 法國 布里孔特罗贝尔
- 德国 施塔特贝根